# H. D. Gruene Mercantile
H. D. Gruene Mercantile est un bâtiment commercial américain situé à New Braunfels, au Texas. Recorded Texas Historic Landmark depuis 1987, il relève par ailleurs du district historique de Gruene, lequel est inscrit au Registre national des lieux historiques depuis le 21 avril 1975.